# Днепровско-Донецкая впадина
Днепровско-Донецкая впадина (укр. Дніпровсько-Донецька западина) — крупный тектонический прогиб Восточно-Европейской платформы на северо-востоке Украины и на юго-востоке Белоруссии.

## Описание
Находится между Украинским щитом и Воронежским кристаллическим массивом.
Докембрийский фундамент в основной части впадины залегает на глубине 12—20 км. Встречены нефтегазовые залежи.
В ней расположен Днепровско-Донецкий авлакоген. — рифтовая система в теле Европейской платформы
Рассматривается как нефтяной и газоносный район.
В 1960-е годе её глубинное строение изучала Чирвинская, Марина Владимировна.